# Mercin-et-Vaux
 Mercin-et-Vaux  là một xã ở tỉnh Aisne, vùng Hauts-de-France thuộc miền bắc nước Pháp.